# Jürg Bruggmann
Jürg Bruggmann (ur. 1 października 1960 w Sulgen) – szwajcarski kolarz szosowy, brązowy medalista mistrzostw świata.

## Kariera
Największy sukces w karierze Jürg Bruggmann osiągnął w 1982 roku, kiedy zdobył brązowy medal w wyścigu ze startu wspólnego amatorów podczas mistrzostw świata w Goodwood. W zawodach tych wyprzedzili go jedynie Bernd Drogan z NRD oraz Belg Francis Vermaelen. Był to jednak jedyny medal wywalczony przez Bruggmanna na międzynarodowej imprezie tej rangi. Ponadto zajął drugie miejsce w Mistrzostwach Zurychu w 1981 roku, wygrał Giro del Mendrisiotto w 1982 roku, zajął trzecie miejsce w Giro di Campania w 1984 roku i Coppa Sabatini w 1989 roku. W 1984 roku wygrał jeden z etapów Giro d'Italia, ale całego wyścigu nie ukończył. Nigdy nie wziął udziału w igrzyskach olimpijskich. W 1990 roku zakończył karierę.